# Neochodaeus striatus
Neochodaeus striatus is een keversoort uit de familie Ochodaeidae. De wetenschappelijke naam van de soort is voor het eerst geldig gepubliceerd in 1854 door LeConte.